# Chip a jeho pes
Chip a jeho pes (v anglickém originále Chip and His Dog) je dětská opera „zpívaná dětmi“ o dvou obrazech italsko-amerického skladatele Giana Carla Menottiho na vlastní libreto z roku 1979. Dílo u skladatele objednal dětský sbor Canadian Children's Opera Chorus z kanadského Toronta. Poprvé ji uvedl v rámci Guelph Spring Festival (v rámci oslavy Roku dítěte) dne 4. května ve War Memorial Hall univerzity ve městě Guelph, a to v kombinaci s dětskou operou Richarda Rodneye Bennetta Všichni královi muži (All the King's Men).

## Charakteristika a inscenační historie
Opera se dělí na dva obrazy oddělené instrumentálním intermezzem a celkově trvá asi 30 minut.
První recenze oceňovaly Menottiho hudbu: „Hudba je přiléhavá, protože vyjadřuje hravou pohádkovou atmosféru opery a protože, na rozdíl od Amahla, ji musí zvládnou dětští představitelé. … Menotti napsal dílo … které bude nepochybně často hráno.“ Toto hodnocení nebylo všemi sdíleno: kritik Washington Times například v recenzi Goyi přirovnával tuto operu nelichotivě k Chipovi: „… na každý krátký výron melodie připadaly věky nudné vokální hudby připomínající ‚Chipa a jeho psa‘ a nižší svahy Menottilandu“.
Chip a jeho pes je ve Spojených státech amerických uváděn poměrně často, zpravidla ve spolupráci s dětskými sbory nebo operními studii pro děti. Hraje se však i mimo ně, např. v Brazílii nebo na Novém Zélandu. V Evropě byla uvedena poprvé 28. ledna 1984 ve francouzském Lyonu. Španělskou premiéru uvedl barcelonský dětský sbor Cor Vivaldi roku 1990, italskou premiéru v překladu a režii samotného skladatele (Chip e il suo cane) měla tato opera na Festivalu dvou světů ve Spoletu roku 1997. Po německé premiéře, kterou v sezóně 2006/2007 uvedlo Kinder-Theater Oberfranken v bavorském Hofu, následovaly inscenace například v Duisburgu a Bonnu.

## Osoby a první obsazení
| Osoba                 | hlasový obor        | světová premiéra (5.5.1979) |
| --------------------- | ------------------- | --------------------------- |
| Chip                  | chlapecký soprán    | David Coulter               |
| Pes                   | němá (mimická) role | Andrea Kuzmich              |
| Princezna             | soprán              | Laura Zarins                |
| Posel                 | (dětský hlas)       | Priscilla Hefernan          |
| Páže                  | (dětský hlas)       | John Kuzmich                |
| Doktor                | (dětský hlas)       | Valerie Williams            |
| Dvořan                | (dětský hlas)       | Heidi Hobday                |
| Zahradník             | němá role           | Walter Knetlar              |
| Písař                 | němá role           | Jonathan Reinhold           |
| Dvořané (dětský sbor) |                     |                             |
| Dirigent:             | Dirigent:           | Derek Holman                |
| Režie:                | Režie:              | Gian Carlo Menotti          |

## Instrumentace
Flétna, fagot, klavír, housle, viola, violoncello, kontrabas.

## Děj opery

### 1. obraz
V malé chudé chaloupce žije chlapec Chip se svým věrným psem. Chip vyrábí hudební nástroje – housle, trumpety, flétny, klarinety... – ale nikdo je už nekupuje a oba teď trpí hladem (árie Chipa I know you're hungry, and so am I). Tu vchází posel z královského zámku v doprovodu pážete. O nástroje však zájem nejeví, zato se doslechli o Chipově psovi, který prý umí znamenité kousky, čímž by si mohl vydělat značnou odměnu. Chip a pes se radují. Posel se ptá, jak na to přijde, že tak talentovaný řemeslník žije v takové bídě. Chip jim vysvětluje, že vždycky, když začal vyrábět nějaké nástroje, lidé chtěli najednou hrát na něco jiného. Když postavil loutnu, chtěli hrát na flétnu a tak dále, až nakonec lidi začali hrát jen karty nebo golf – a ti, kteří si u Chipa přece jen něco koupili, si s ním začali hrát na schovávanou, jen jim poslal účet (árie Chipa To start with I built a lute).
Posel a páže Chipa litují, ale vracejí se ke psu: jak že se jmenuje? Chip hrdě vyslovuje jeho jméno: Gregory Alexander Lafayette. A jaké že tedy umí kousky? (Duet posla a pážete So now be quick and tell us what tricks your dog can make!) Chip tedy začíná malé představení, v němž pes hraje na hudební nástroje, tancuje, aportuje a dokonce počítá. Posel a páže jsou nadšeni (duet posla a pážete Amazing, stupendous, he's bliss!).
Nyní však vycházejí s pravdou ven: chtějí psa od Chipa odkoupit pro princeznu, která se přestala smát. Chip rázně odmítá: princezna si může vzít jakékoli zvíře ze zoo. Jenže i to se podle návštěvníků zkoušelo a nic nezabralo, princezna se ani neusmála a stávala se čím dále ani ne tak smutnější, jako spíše drsnější a rozhněvanější (duet posla a pážete She was given a frog and a cat). Chipův pes je jedna z posledních možností, jak ji rozveselit. Posel nejprve hrozí: jestli Chip nechce psa prodat, budou oba uvrženi do vězení. Pak jej ale přesvědčuje, že se pes bude mít na zámku lépe: bude jíst vybrané dobroty ze zlaté mísy a spát na péřovém polštáři, zatímco u Chipa ho čeká jen smrt hladem (duet posla a Chipa Here he lies, hungry and cold).
Chipovi nezbývá mnohá volba, nakonec s nabídkou souhlasí. O to, kolik přesně dostane peněz, se nestará, hlavně se slzami očích přesvědčuje vzpouzejícího a vyjícího Gregoryho Alexandra, aby se nechal odvést návštěvníky (árie Chipa My friend, dont be upset, I know how you feel). Po jejich odchodu klesne v pláči, ale nevydrží a po chvíli odchází za nimi.

### 2. obraz
V trůnním sále jsou okolo princezny shromážděni dvořané: chtěli by ji rozveselit, ale už jsou se silami v koncích (sbor My dear Princess, what can we do?). Klaun vypráví anekdotu, ale místo smíchu se dočká vržení do šatlavy; princezna dostane nádherný dárek, který se jí však oškliví; slovutný tanečník je vykázán z města a zahradník, který přinesl květiny a ovoce, přichází o místo. Princeznina krátká trpělivost je už zcela u konce: kde je ten chytrý pes, kterého jí slibovali? (Árie princezny But where is the dog?)
Ale už je tu posel a slavnostně přivádí Gregoryho Alexandra Lafayetta. Princezně se pes na první pohled nezamlouvá, vypadá starý a umolousaný, určitě má nějaké nemoci nebo přinejmenším blechy, ale posel jí radí, aby nedala na první pohled (duet princezny a posla Is this the dog you told me about?). Princezna se ptá na psovo jméno, ale Gregory Alexander Lafayette jí přijde směšné: od nynějška nechť se jmenuje Fifi. Pak posel začne předvádět psovy kousky. Ale nějak se to nedaří, pes vždycky udělá něco jiného, než co se po něm chce. Zatímco posel si zoufá, princezně se začíná celá scéna líbit – až se nad neobratným a nevyzpytatelným psem dá do hlasitého smíchu. Dvořané jásají: princezna se uzdravila (sbor Look, look, our princess is cured).
Princezna uznává, že je to nejlegračnější pes, jakého kdy viděla, ale teď chce, aby ji poslouchal. To se ale nedaří – že by Fifi byl nemocný? Princezna volá svého doktora, aby psa vyšetřil (árie doktora Show me your tongue!). Ale tomu se zdá, že pes je úplně zdravý, jen se mu stýská po pánovi (duet princezny a doktora The tongue is quite pink). Ale princezna trvá na tom, že jeho paní je teď ona, a že nebude-li Fifi poslouchat, půjde do vězení o chlebu a vodě.
Ale v sále se schovával Chip, a když toto slyší, vrhá se na psovu obranu (duet Chipa a princezny And if you think that he's a dog to threaten or tease). Nejraději by psa koupil zpátky. Princezna ho prodat nechce, ale ptá se na rady, jak s ním zacházet. Chipova první rada zní, že ho nemá přejmenovávat: jak by se jí líbilo, kdyby jí začal říkat Fifi? Pes také potřebuje nejen dobroty, ale i lásku a úctu (árie Chipa My dog needs no threat). Princeznu napadají další věci, které by měl pes rád (například jehněčí kotleta), ale podle Chipa má nejraději svobodu. V tom je ale problém: když dá princezna Gregory Alexandrovi svobodu, pes odejde s Chipem (duet Chipa a princezny A mutton chop, a juicy bone). Nabízí tedy Chipovi, aby u ní zůstal, ale jako co? Jako další pes? Princeznu však napadne lepší řešení: udělá Chipa králem, a tak u ní zůstane pán i pes (finále – ansámbl princezny a sboru I know a better thing). Chip souhlasí, i Gregory Alexander Lafayette štěknutím přisvědčí, a tak je Chip korunován. Všichni se radují nad šťastným koncem (sbor Let us rejoice with laughter and noise).

## Diskografie
- 1980 (Aquitaine-CBS Records Canada MS 90567) Zpívají (Chip) David Coulter, (pes) Andrea Kuzmich, (princezna) Laura Zarins, (posel) Priscilla Hefernan, (páže) John Kuzmich, (doktor) Valerie Williams, (dvořan) Heidi Hobday, (kuchařka) Erica Giesl, Canadian Children's Opera Chorus. Diriguje Derek Holman.[13]